# Werner Schäfer (Tiermediziner)
Werner Schäfer (* 9. März 1912 in Wanne, Westfalen; † 25. April 2000 in Tübingen) war ein deutscher Tiermediziner und Virologe, der in Tübingen in den Nachkriegsjahren eine Schule für Virologie begründete.

## Leben
Schäfer machte 1931 in Korbach Abitur und studierte dann an der Universität Gießen Veterinärmedizin. 1938 wurde er bei Hugo Keller promoviert (über die Wasserstoffionenkonzentration in verschiedenen Organen im Rind). Er wurde Assistent am Institut für Veterinärhygiene und Tierseuchen bei Karl Beller und begann sich der Virologie zuzuwenden. Bei Beginn des Zweiten Weltkriegs war er auf Forschungsreise in Ostafrika und wurde dort interniert. Nach einem Gefangenenaustausch war er Veterinäroffizier an der Ostfront und später an der Reichsforschungsanstalt Insel Riems. Nach dem Krieg arbeitete er zunächst als niedergelassener Tierarzt in Usseln, bevor ihn Adolf Butenandt als Abteilungsleiter Virologie ans Max-Planck-Institut für Biochemie nach Tübingen holte. Ab 1954 entstand in Tübingen ein eigenes Max-Planck-Institut für Virusforschung (gegründet von Gerhard Schramm und Hans Friedrich-Freksa [1906–1973]), an dem Schäfer für den Rest seiner Karriere blieb.
Schäfer untersuchte dort zunächst Influenzaviren am Beispiel der Geflügelpest, dessen Verwandtschaft mit dem Virus Influenza A er entdeckte. Ab Mitte der 1960er Jahre wandte er sich Retroviren zu, von denen damals bekannt war, dass sie Krebs (Leukämie) auslösen können, und deren Erforschung mit dem Aufkommen von Aids in den 1980er Jahren verstärkt einsetzte.

## Preise und Auszeichnungen
1991 erhielt er die Robert-Koch-Medaille, 1957 die Carus-Medaille, 1978 den Paul-Ehrlich-und-Ludwig-Darmstaedter-Preis, 1972 den Aronson-Preis und 1962 den Emil-von-Behring-Preis. Er war Fellow der Royal Society of Medicine (1959) und Mitglied der Leopoldina (1969). Er war Ehrendoktor der Tierärztlichen Hochschule Hannover (1972), Ehrenmitglied der Deutschen Gesellschaft für Hygiene und Mikrobiologie und der Gesellschaft für Virologie.
Zu seinen Schülern zählt Rudolf Rott.